# Central termoeléctrica Punta Alcalde
La central termoeléctrica Punta Alcalde, era el proyecto energético más grande de ENDESA S.A Chile, ubicado a 15 km de Huasco, en la comuna de homónima. Planteaba la construcción y operación de una central termoeléctrica de combustión a carbón, constituida por dos unidades de 370 MW de generación de energía cada una. Contaría con una inversión total de 1400 millones de US$ y una capacidad de empleo de 2239 personas.
El proyecto surge en un contexto donde se aprueba la ley corta de Energía amparada en la emergencia energética que por esa en época enfrentaba el país. Paralelamente a dos controvertidos proyectos energéticos, Hidroaysen (Endesa, Enersis y Colbún) y la termoeléctrica Barrancones de Suez Energy. Esta última no se logró concretar entre otras cosas gracias a la estrategia mediática y a los miles de adherentes que firmaron y se manifestaron para resguardar la Reserva marina Punta de Choros y lograron que el recién electo Presidente Piñera cumpliera su promesa de campaña.
Finalmente en enero del 2015 el directorio de Endesa Chile decide detener el desarrollo del proyecto de generación Punta Alcalde (740 MW) y la Línea de Transmisión Eléctrica S/E Punta Alcalde S/E Maitencillo, a la espera de poder despejar la incertidumbre respecto de su rentabilidad.

## Listado de generadores
| Generador (Unidad) | Fabricante | Inicio de operaciones | Capacidad | Vida útil | Inversión | Estado actual |
| ------------------ | ---------- | --------------------- | --------- | --------- | --------- | ------------- |
| I                  |            |                       | 370 MW    |           |           | En estudio    |
| II                 |            |                       | 370 MW    |           |           | En estudio    |

## Instalaciones propuestas para la generación eléctrica
- Sala de control de agua
- Turbogenerador de vapor
- Sistema de refrigeración
- Calderas de carbón pulverizado
- Filtros de mangas
- Desulfurizador húmedo de gases (WFGD)
- Chimeneas
- Equipamiento eléctrico principal
- Muelle mecanizado
- Sistema de manejo de carbón
- Vertedero de cenizas y escorias[4]

## Controversia medioambiental
El proyecto Central Punta Alcalde ingresó al Sistema de Evaluación de Impacto Ambiental en febrero del año 2009, y recibió 5 Informes Consolidados de Aclaraciones, Rectificaciones y/o Ampliaciones (ICSARAs) a través de los cuales las autoridades con competencia ambiental han solicitado a Endesa Chile completar información y hacerse cargo de incongruencias y observaciones.

## Votación del SEA de Atacama

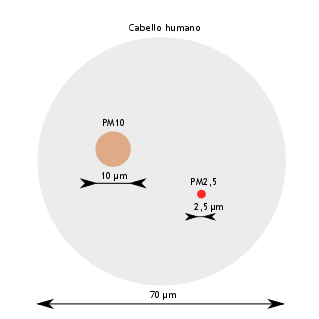
Comparación del tamaño de PM_{10} (10 micras) y PM_{2,5} (2,5 micras) con un cabello humano.

El 25 de junio de 2012 la Comisión de Evaluación Ambiental de Atacama rechazó el Estudio de Impacto Ambiental del proyecto, en una votación de siete votos en contra y dos a favor.
- Votaciones en contra, de los SEREMIs de Medio Ambiente, Salud, Planificación, Obras Públicas, Transporte, Vivienda, Agricultura.
- Votaciones a favor, de los SEREMIs de Energía y Minería.

El SEREMI de medioambiente, sin embargo, condicionó su voto a que Endesa cumpla la ley de emisión vigente y se compromete a ejecutar y financiar un plan de vigilancia ambiental. Minería, por su parte, señaló la importancia económica del proyecto para la zona. Vivian Sandoval, secretaria ministerial de Salud, argumentó su voto en contra porque la empresa no respaldó su proyecto de forma concreta al presentar un Estudio de Impacto Ambiental, en lugar de una Declaración de Impacto Ambiental.
Dos fueron las razones que habrían motivado a la Comisión de Evaluación Ambiental (CEA) de Atacama a rechazar el Estudio de Impacto Ambiental del proyecto Punta Alcalde. Primero, las emisiones de sus chimeneas, cuyos impactos en una comuna declarada como zona de latencia (por material particulado respirable PM10) nunca fueron aclaradas por Endesa. El otro punto cuestionado fue el grado de contaminación de las aguas que usa la central en sus procesos internos y que posteriormente las devuelve al mar, situación que fue presentada por el Servicio Nacional de Pesca (Sernapesca).

## Comité de Ministros del SEA

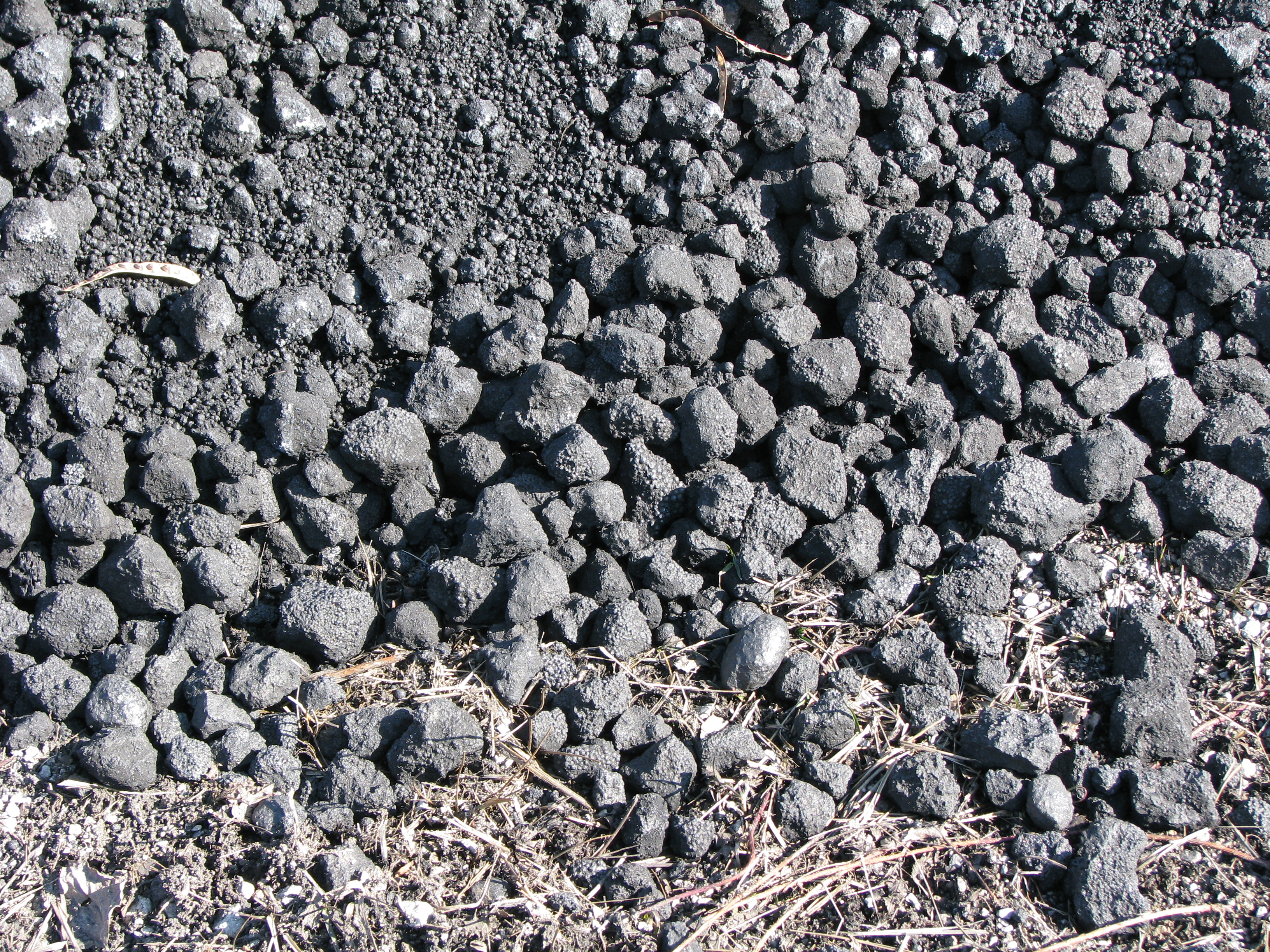
Bolas de coque de petróleo

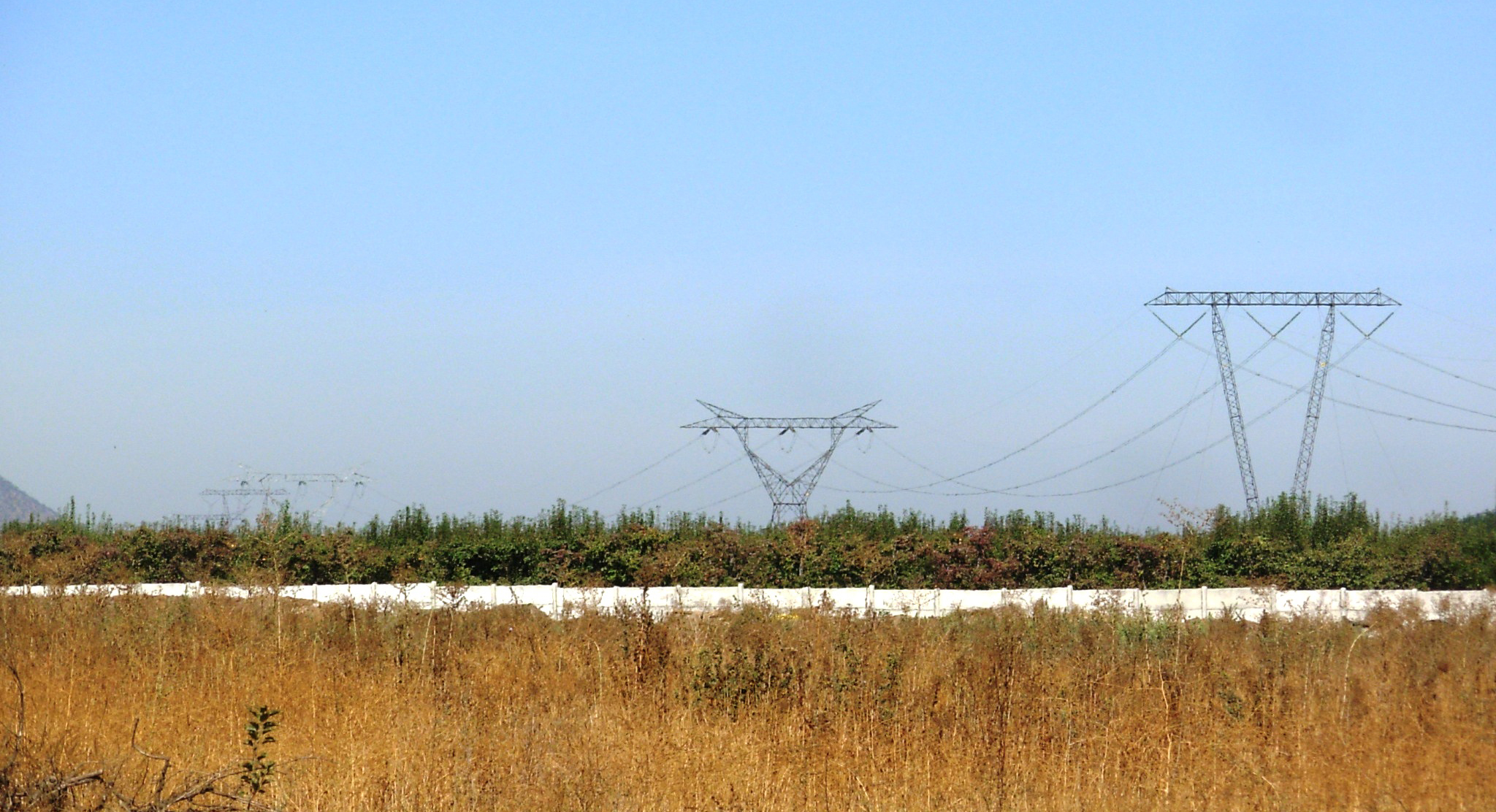
Líneas de 500 kV correspondientes al Sistema Interconectado Central (SIC), en las cercanías de Rancagua.

Al respecto, Endesa Chile anunció que recurrirá al Comité de Ministros del SEA buscando revertir la decisión de la Comisión de Evaluación Regional de manera de aprobar la construcción de dicha central. Este Comité, es un órgano presidido por la Ministra del Medio Ambiente, María Ignacia Benítez, y está integrado también por los Ministros de Salud; de Economía, Fomento y Turismo; de Agricultura; de Energía, y de Minería. La ministra Benítez anunció que se inhabilitará de la votación dado que participó en una etapa temprana en el Estudio de Impacto Ambiental (EIA) de la iniciativa.

### Respuesta de Endesa
Según la generadora de electricidad Endesa, el Estudio de Impacto Ambiental fue rechazado sobre la base de parámetros no técnicos y que no consideraron todos los antecedentes presentados. Admiten que también se debe a las incongruencias del Informe Consolidado de Evaluación ambiental (ICE), situación que confirmó el pronunciamiento del SEREMI de Energía. La empresa plantea, con el objetivo de anular las emisiones de material particulado, que será la primera central en implementar domos (estructuras cerradas) para cubrir las dos canchas que se utilizarán para el acopio del carbón. El diseño de los domos incorpora sistemas de manejo de carbón en su interior (apiladores y reclamadores), completamente automatizados y operados de forma remota, donde el ingreso de personal será esporádico, y restringido a tareas específicas de inspección rutinaria y de mantenimiento.
Estos sistemas operarán a velocidades más bajas que los sistemas convencionales, evitando así emisiones por el manejo del combustible. Sumado a estas medidas, la compañía utilizará un sistema de filtros para el abatimiento de material particulado, además de instalar un sistema húmedo de desulfurización para reducir las emisiones de dióxido de azufre (SO2). De igual manera, para minimizar las emisiones de óxido de nitrógeno (NOx) se incorporarán quemadores de alta tecnología y un sistema catalítico. Con esto plantean que el impacto en las zonas pobladas y el valle de Huasco será prácticamente nulo. Asimismo plantean que será una de las centrales más eficientes del sistema eléctrico chileno y de América Latina. Podrá satisfacer hasta un 13% de la demanda que requiere actualmente el Sistema Interconectado Central (SIC), el que abastece a más del 90% de la población del país.
En su periodo de construcción la oferta laboral directa calificada y semi-calificada tendrá un promedio de 1.000 personas/mes, con un peak de hasta 2.200 personas/mes durante cerca de 6 meses.

## Preocupación medioambiental en Huasco
Las principales preocupaciones de los grupos organizados desde 2009, en contra de la construcción de la termoeléctrica tienen relación con que la zona ya está contaminada, por la presencia de otras empresas, como el complejo termoeléctrico Guacolda con cuatro unidades a carbón en funcionamiento, y una fábrica de pellets de fierro de la Compañía Minera del Pacífico (ex CAP), así como la planta agroalimentaria de Agrosuper que estaba en Freirina. Con respecto a esto, años atrás se planteó por parte del gobierno declarar esta zona como zona de latencia, sin embargo, dado que este proceso se dilató, la comunidad en mayo de 2012 salió a las calles, haciendo incluso toma de la ruta C-46 en algunos sectores entre Huasco y Freirina, logrando con esto presión suficiente para que la Contraloría General de la República terminara por concretar dicha declaración. Aun así la comunidad espera que finalmente este sector sea declarada como zona saturada.
Pero Huasco desde el año 2002 hasta el 2006 ya se encontraba saturada, y las autoridades con tal de no declararla de es forma, firmaron un protocolo de acuerdo entre empresas, gobernación y municipalidad, con medidas de mitigaciones voluntarias, la mayoría de las cuales fueron beneficiosas para ellos y pero no para la comunidad. Desde el 2006 a la fecha Huasco se encuentra en latencia, jamás bajando sus emisiones. En 2014, a dos años de la declaración de zona latente aún no se realiza el plan de prevención para tomar medidas frente al daño ocasionado los últimos años, en que se superó la norma PM10 anual.[cita requerida]
Entre la irregularidades que se han detectado en el proceso de construcción de la termoeléctrica Punta Alcalde, se señala que la concesión marítima que requiere el proyecto no fue aprobada en la Comisión del Borde Costero de Atacama, y por ello uno de los consejeros regionales de la provincia de Huasco hizo presente esta situación en la Sesión del Consejo Regional realizada el 16 de abril de 2013, requiriendo a la Intendenta informar sobre el particular, atendiendo a que dicha concesión se encuentra ya otorgada sin contar con la mencionada aprobación.
Por otro lado, representantes de la comunidad han cuestionado también el hecho de que este proyecto ha sido fraccionado, pues en su Estudio no se incluye la línea eléctrica de alta tensión la cual impactaría sectores costeros de alto valor escénico y paisajístico, que alojan importantes atractivos turísticos y una invalorable biodiversidad, así como tampoco la construcción del puerto que se presenta de forma separada. Por otro lado existe desconfianza entre los lugareños pues siempre comprometerían en su funcionamiento tecnología de punta y, lamentablemente, terminan utilizando la más barata para afianzar sus ganancias.
Asimismo, las organizaciones ambientalistas, plantean que no hay tecnología en el mundo que pueda eliminar los niveles de contaminación de una central termoeléctrica de este tamaño. Pero, sin lugar a dudas, uno de los mayores cuestionamientos al proyecto radica en el hecho de que esta termoeléctrica impactaría en una zona ya contaminada.

## Respuesta de la Corte Suprema

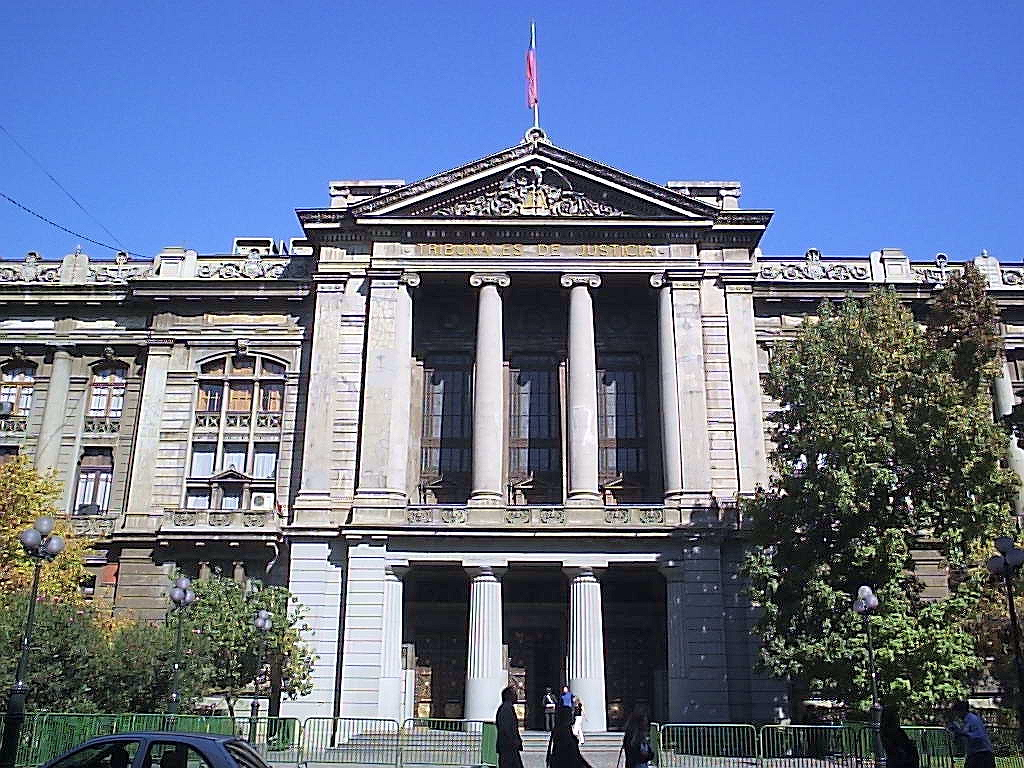
Fachada del Palacio de los Tribunales de Justicia, donde funciona la Corte Suprema desde 1915.

El 17 de enero de 2014, bajo la condición de someterse a un monitoreo medioambiental permanente, la Tercera Sala de la Corte Suprema de Chile autorizó el funcionamiento de la central termoeléctrica Punta Alcalde.
Tras rechazar los recursos de protección presentados por los opositores al proyecto, el máximo tribunal estableció que Endesa deberá mantener un monitoreo permanente e informar públicamente los resultados (a través de una página web) en torno a la temperatura registrada en la captación y vertimiento de las aguas de mar necesarias para el enfriamiento de sus chimeneas.
Asimismo, deberá financiar las tomas de muestras y análisis por laboratorios independientes, cuyos resultados serán enviados a Endesa y a la autoridad ambiental respectiva. Los informes derivados de este monitoreo serán entregados a las autoridades para su evaluación. Si de este análisis se desprende algún tipo de transgresión a la normativa, la autorización para operar será revocada en forma inmediata.
En el fallo se da cuenta además de que la autoridad ambiental "ha adquirido compromisos de presencia y monitoreo de los proyectos ambientales", ante lo que la Corte asume 

"que sus prerrogativas serán realmente ejercidas, por cuanto de ellas depende la eficiencia, eficacia y efectividad de las medidas dispuestas, única forma de entender resguardados los derechos y garantías de los recurrentes".

Agregó que los recurrentes mantienen su "derecho de accionar ante la autoridad jurisdiccional especializada para reclamar los incumplimientos por el titular del proyecto, como de los encargados de su fiscalización".